# Сутінкова зона (телесеріал, 1959)
«Сутінкова зона» (англ. The Twilight Zone) — американський телевізійний серіал, створений Родом Серлінгом. Кожен епізод є сумішшю фентезі, наукової фантастики, драми або жаху, часто закінчується страшною або несподіваною розв'язкою. Популярний як у глядачів, так і серед критиків, цей серіал відкрив багатьом американцям серйозну наукову фантастику і абстрактні ідеї як через телебачення, так і через велике розмаїття літератури Сутінкової зони.
В Україні серіал став відомий після показу на телебаченні версії 1985-1989 років.

## Структура та історія
Серіал можна умовно поділити на 3 частини: Оригінальні серії (Original Series) — перші випуски 1959-1964 років, налічують 156 серій.
Перше відродження — кольорові серії 1985-1989 років, всього 65 серій (110 сегментів).
Друге відродження — кольорові серії 2002-2003 років, всього 22 серії (43/44 сегмента).
Серіал виявився значним як для широко відомих зірок, так і для починаючих акторів, які пізніше здобули популярність. Виконавчим продюсером і головним сценаристом перших випусків був Род Серлінг, він написав самостійно, або у співавторстві 92 з 156 епізодів серіалу. Він виступав також як ведучий і оповідач, що промовляв монологи на початку і наприкінці кожного епізоду. Серлінг відкривав і закривав оповідання, як правило, узагальнюючи події в цьому епізоді, пояснюючи як і чому головний герой вступив до зони Сутінків.
У 1997 році керівництво ТБ віддало епізодам «To Serve Man» і «It's a Good Life» відповідно 11 і 31 місця у списку 100 найбільших серіалів всіх часів ( 100 Greatest Episodes of All-Time).
Сам Серлінг заявив, що його улюблені епізоди з серіалу «The Invaders» і «Time Enough at Last». У 2016 році У списку журналу Rolling Stone Сутінкова зона займає 8 місце серед 100 найбільших шоу всіх часів. У 2002 році згідно довіднику ТБ серіал займає 26 місце із 50 найбільших ТБ-шоу всіх часів.
У 2013 році Гільдія письменників Америки (Writers Guild of America) присвоїла серіалу третє місце, як одному з найкращих коли-небудь написаних серіалів і довідник ТБ зарахував його до п'ятірки найбільших шоу всіх часів.

## Епізоди
| Сезон | Сезон | Епізоди | Початок ефіру     | Початок ефіру     |
| Сезон | Сезон | Епізоди | Перший ефір       | Останній ефір     |
| ----- | ----- | ------- | ----------------- | ----------------- |
|       | Пілот | Пілот   | 24 листопада 1958 | 24 листопада 1958 |
|       | 1     | 36      | 2 жовтня 1959     | 1 липня 1960      |
|       | 2     | 29      | 30 вересня 1960   | 2 червня 1961     |
|       | 3     | 37      | 15 вересня 1961   | 1 червня 1962     |
|       | 4     | 18      | 3 січня 1963      | 23 травня 1963    |
|       | 5     | 36      | 27 вересня 1963   | 19 червня 1964    |

За винятком четвертого сезону, кожна серія триває 30 хвилин (включаючи рекламу). У четвертому сезоні епізоди тривали повну годину. Виконавчий директор серіалу Род Серлінг.

### Широко відомі епізоди

Вільям Шетнер в «Кошмар на висоті 20 000 футів»

Кошмар на висоті 20 тисяч футів (англ. Nightmare at 20,000 Feet) — третя серія п'ятого сезону і 123-й епізод серіалу. Один з найвідоміших епізодів серіалу, який розповідає про Боба Вілсона, який має страх польотів і який летить літаком разом зі своєю дружиною, щойно виписавшись з психіатричної клініки, де впроовж шести місяців лікувався  від своєї фобії. На крилі літака він зауважує космату страшну фігуру, що наближається до мотора, а потім починає його ламати. За іронією, коли хто-небудь інший, крім Боба, дивиться в ілюмінатор, істота зникає, зноситься вітром або ж відлітає в бік. Боб вважає, що бачить глючного гремліна, і намагається вибити ілюмінатор, щоб стріляти чудовисько з вкраденого у одного з пасажирів револьвера. Коли ж літак садять на землю, техніки з подивом виявляють, що обшивка крила і двигун роздерті на шматки і залиті чиєюсь кров'ю.
Епізод був неодноразово спародіював в мультиплікації і кінематографі («Сімпсони», «Футурама», «Робоцип», «Джонні Браво», «Кіт Ік», «Ейс Вентура 2: Поклик природи», «Мадагаскар 2» та ін).

## Сезони

### Сезон 1 (1959-60)
Прем'єра «Сутінкової зони» відбулася в ніч на 2 жовтня 1959 року, і одразу ж отримала захоплені відгуки. «…Сутінкова зона-це єдине шоу в прямому ефірі, зустрічі з яким я дійсно з нетерпінням чекаю. Це єдиний серіал, якому я дозволяю заважати моїм планам», — сказав Террі Тернер для Chicago Daily News. Інші погодилися. Daily Variety позначив його в одному ряду з «найкращими шоу, які коли-небудь були зроблені за півгодини знятого на телебаченні», New York Herald Tribune знайшов це шоу, як « безумовно, найкраще та найоригінальніше з серії Антологія року».
Лише за одним винятком («Карбувальник»(The Chaser)), у першому сезоні, тексти до епізодів писали тільки Род Серлінг, Чарльз Бомонт (Charles Beaumont) або Річард Метісон. Ці троє були відповідальні за серії з 127 по 156 в серіалі. Крім того, за одним винятком («Свій власний світ» (A World of His Own)), Серлінг не з'являвся в кадрі під час першого сезону (як він пізніше буде з'являтися в майбутніх сезонах), і присутній тільки як голос оповідача за кадром.
Багато з епізодів цього сезону виявилися самими відомими, в тому числі «Time Enough at Last», «The Monsters Are Due on Maple Street», «Walking Distance» та «The After Hours». За перший сезон Серлінг виграв безпрецедентну четверту премію «Еммі» за драматичні твори, а гільдія продюсерів нагородила премією партнера Серлінга Бака Хотона (Buck Houghton), гільдія директорів нагородила премією Джона Брама (John Brahm) і премією «Г'юго» за найкращу драматичну виставу.

### Сезон 2 (1960-61)
Прем'єра другого сезону відбулася 30 вересня 1960 року, з епізоду «Дев'ятий король не повернеться» (King Nine Will Not Return), це свіжий погляд Серлінга на пілотний епізод «Де хто-небудь?» (Where Is Everybody?). У другий сезон побачили світ багато найвідоміших епізодів серії, в тому числі і «Око наглядача» (The Eye of the Beholder), «Загарбники» (The Invaders), і «Справжній марсіанин, будь ласка, Встаньте?»(Will the Real Martian Please Stand Up?).
За п'ять тижнів другого сезону, бюджет шоу показав дефіцит. Передбачалося двадцять дев'ять нових епізодів, більше половини з яких, вже були зняті до листопада 1960 року. Як міра зниження витрат, шість епізодів були зроблені в більш дешевому форматі відеозапису, який також вимагав менше рухів камери. Крім того, на початку 1960-х років відеозапис була відносно примітивною; редагування стрічки було майже неможливо. Тому кожен з епізодів був відзнятий в режимі «camera-cut», як в прямому ефірі—на сцені, включаючи студійний звук, використовуючи всього чотири камери.

### Сезон 3 (1961-62)
У цей третій рік випуску «Сутінкової зони» в ролі виконавчого продюсера, ведучого, оповідача та основного сценариста, Серлінг починає відчувати себе виснаженим. «Я ще ніколи не відчував себе настільки спустошеним в плані ідей, як це відбувається на даний момент», — сказав 37-річний драматург в той час. У перших двох сезонах він брав участь в написанні 48 сценаріїв, або 73 % від загального обсягу виробництва шоу. В третьому сезоні він вніс лише 56 % від обсягу виробництва. «Тепер, здається, що шоу перейшло на самогодування», — сказав рецензент з Variety про другий епізод сезону. У більшість спонсорів у цьому сезоні входять: Chesterfield, Bufferin tablets, Pepsi-Cola (Пепсі) та ін.
«Сутінкова зона» цього сезону була двічі номінована на «Еммі» (за операторську роботу і художнє оформлення), але не отримала нагороди. Серіал знову отримав премію «Г'юго» за «найкращу постановку», що зробило його єдиним триразовим лауреатом цієї премії, поки у 2008 році з ним не зрівнявся Доктор Хто. Навесні 1962 року, виробництво «Сутінкової зони» запізнилося через пошук спонсора для свого четвертого сезону, і серіал був підмінений у графіку CBS на нову часову комедію положень під назвою «Справедливий обмін» (Fair Exchange (TV series)). У розгубленості, яку викликали такі скасування, продюсер Бакс Хоутон залишив свою посаду на користь Four Star Productions. Між тим, Серлінг зайняв викладацьку посаду в коледжі Antioch College. Хоча серіал згодом був поновлений, внесок Серлінга у фіналі сезону, як виконавчого продюсера значно зменшився.

### Сезон 4 (1963)
У листопаді 1962 року CBS обумовила договором «Сутінкову зону» як заміну посередині сезону у січні для «Справедливого обміну» (Fair Exchange (TV series)), замінивши цілком все шоу, для чого треба було переробити розклад вересня 1962 року. «Справедливий обмін» (Fair Exchange (TV series)) тривав годину. Тому, для того, щоб заповнити проміжок часу, кожен епізод «Сутінкової зони» повинен був бути розширений до години. Але ця ідея не була узгоджена із знімальною групою.
"Наше прекрасне півгодинне шоу… якщо дійдемо до години, нам доведеться розтягувати наші історії, в стилі мильної опери. Глядачі будуть спостерігати зайві п'ятнадцять хвилин, не знаючи, чи були вони в зоні Сутінок або в Десіле Плейхаусі « — помітив Серлінг. Замість давнього продюсера Бака Хотона був найнятий новий — Герберт Хіршман. Одним з перших рішень Хіршмана було змінити послідовність відкриття шоу, з'явилися нові ілюстрації на початку: двері, очі, вікна та інші об'єкти підвішені в просторі. Його другим завданням було винаходити та виробляти якісні сценарії. З'явилися і нові спонсори, включали Johnson & Johnson.
У цей сезон „Сутінкова зона“ знову звернулася до надійного тріо: Серлінг, Метісон і Бомонт. Однак, але вклад Серлінга в цьому сезоні був обмеженим, хоча він як і раніше забезпечував левову частку, працюючи над серіалом, але як виконавчий продюсер практично був відсутній і його хитромудрі оповідання довелося вставляти „з-за спини“, на сірому фоні.
Через ускладнення, що були зумовлені захворюванням головного мозку, внесок Бомонта також почав зменшуватись. Були введені як сценаристи Ерл Хамнер (Earl Hamner Jr.) і Реджинальд Роуз (Reginald Rose).
За п'ять серій до кінця сезону, Хіршман отримав пропозицію працювати над новою серією NBC під назвою „Шпигунство“ (Espionage (TV series) і був замінений Бертом Грані, який раніше продюсував „Тимчасовий елемент“ (The Time Element»). Серед перших завдань Гарні була серія «В четвер ми їдемо на батьківщину» (On Thursday We Leave for Home), який Серлінг вважав найбільш ефективним епізодом сезону. В цьому сезоні була номінація на «Еммі» за операторську роботу, а також номінація на премію «Г'юго». Шоу повертається до свого півгодинного формату.

### Сезон 5 (1963— 64)
Пізніше Серлінг стверджував: «Я писав так багато, що на той час з'явилось відчуття, що я почав втрачати свій погляд на те, що було зроблено добре і що погано.» До кінця останнього сезону, його внесок у п'ять сезонів склав сценарії до 92 серій. В цьому сезоні з'явилися нові альтернативні спонсори American Tobacco Company та Procter & Gamble. Бомонт майже повністю зосередився на картині, використовуючи сценарії, які писали мало відомі Jerry Sohl and John Tomerlin, і після випуску лише 13 серій, Берт Грані залишає проект на користь Вільяма Фроуга (William Froug)—з яким Серлінг працював над Playhouse 90.
Вільям Фроуг прийняв ряд непопулярних рішень; спочатку відхилив декілька сценаріїв, придбаних ще за часів Гарні (у тому числі «Ляльку» Метісона, що був номінований на премію Гільдії письменників, і, який зрештою, був поставлений у 1986 році «Дивовижних історіях»); по-друге, Фроуг відсунув Джорджа Клейтона Джонсона, і найняв Річарда Деруа (Richard deRoy) повністю переписати телеспектакль Джонсона Tick of Time, у результаті виходять як «Дев'яносто років без сну» (Ninety Years Without Slumbering). «Це робить сюжет тривіальним», — заявив Джонсон про остаточний сценарій, наполягаючи, щоб йому дали ім'я в титрах остаточної версії як «Джонсон Сміт». Tick of Time став останнім внеском Джонсона у «Сутінкову зону».
Але, навіть в цих умовах, кілька епізодів були зроблені так, що добре запам'яталися глядачу, в тому числі «Кошмар на висоті 20 000 футів», «Свого роду Секундомір» («A Kind of a Stopwatch») та «Жива лялька» («Living Doll»). Хоча в цьому сезоні серіал не отримав ніякого визнання «Еммі», але епізод № 142, «Випадок на мосту через Совиний струмок» («An Occurrence at Owl Creek Bridge»), який, трохи зміненим для передачі в ефір, був поставлений на базі короткометражного фільму французького виробництва 1962 року, який отримав премію «Оскар» за найкращий короткометражний фільм в 1963 році.
Наприкінці січня 1964 року CBS оголосили скасування шоу. «З однієї причини або інший, Джим Обрі (Jim Aubrey) вирішив, що йому набридло це шоу… Він стверджував, що воно виходить занадто далеко за рамки бюджету і що рейтинги стали вже не досить високі», — пояснив Фроуг. Але Серлінг заперечив, сказавши, у Daily Variety, що він просто «вирішив скасувати мережу». ABC виказала зацікавленість у залученні шоу у свою мережу під новим ім'ям: Відьми, Чаклуни і Перевертні (Witches, Warlocks and Werewolves), але Серлінг цим не зацікавився. «Керівництво мережі, схоже, віддає перевагу щотижневим упирям, і тому ми маємо, мабуть, істотну розбіжність у думках. Я не заперечую, мій серіал про надприродне, але я не хочу бути задіяним щотижня на кладовищі». Незабаром після цього Серлінг продав свою 40 % частку у «Сутінковій зоні» CBS, залишаючи шоу, і всі проекти про надприродне до 1969 року, коли він дебютував у Night Gallery.

## Фільм
У 1983 році за мотивами телесеріалу був знятий художній фільм, спродюсований Стівеном Спілбергом. У фільмі взяли участь Ден Екройд, Джон Літгоу, Ненсі Картрайт, Альберт Брукс і Стівен Вільямс.
Фільм складається з трьох перезнятих класичних епізодів оригінальних серій 1960-х років і однієї окремої історії, що не базується на якомусь епізоді.

## Нагороди
- Золотий глобус, 1963 рік — переможець: Найкращий ТБ-продюсер/режисер (Род Серлінг)
- Еммі, 1961 рік — номінація: Найкращий драматичний серіал